# Rickmer Rickmers
El Rickmer Rickmers es un velero de tres mástiles atracado como barco museo en el puerto de Hamburgo. Sirvió como Sagres en la Armada de Portugal, donde tuvo un uso de buque escuela entre 1927 y 1962, cuando fue sustituido por un buque homónimo.

## Historial
El barco fue construido en el astillero Rickmers Werft en Bremerhaven, Alemania, y botado en 1896 y puesto en servicio por el armador Rickmers Reismühlen, Rhederei und Schffibau AG bajo el nombre de Rickmer Rickmers. El barco, construido en hierro, contaba inicialmente con una galera.
En la marina mercante alemana, el barco se utilizaba principalmente para transportar algodón entre el Lejano Oriente y Europa.
En 1902 una tormenta dañó sus jarcias. Tras las reparaciones, el barco comenzó a utilizarse como una gabarra.
En 1912, el barco fue vendido al armador de Hamburgo Carl Christian Krabbenhöf y pasó a llamarse Max.
Tras la Primera Guerra Mundial, en 1916, el Gobierno de Portugal decretó el embargo de los buques alemanes y austrohúngaros fondeados en puertos portugueses. El Max, que se encontraba entonces en el puerto de Horta, fue embargado y, a petición del Gobierno británico, prestado al Reino Unido. Durante el resto de la guerra el barco fue utilizado por los británicos, bajo el nombre de Flores.
Al finalizar la guerra fue devuelto a Portugal, incorporándose al servicio de la Armada portuguesa en 1924, con el nombre de NRP Sagres, recordando el primer buque escuela de la armada, una corbeta llamada Sagres. Por ello, en ocasiones es referida como Sagres II. En 1927 se decidió reconvertirlo en buque escuela de cadetes de la Escuela Naval.
En la Armada de Portugal, el Sagres II se hizo famoso mundialmente por las cruces de Cristo en sus velas. En 1958, el barco ganó la Regata de Grandes Veleros .
En 1962, el Sagres II fue reemplazado, como buque escuela de la Armada portuguesa, por el Sagres III (antes NE Guanabara de la Marina de Brasil). Luego, el barco pasó a llamarse Santo André y se reclasificó como barco depósito.

## Barco museo
El 28 de abril de 1983, Santo André fue entregado a la asociación alemana Windjammer für Hamburg (en alemán: Windjammer para Hamburgo; «Windjammer» es un tipo de velero multipropósito), que, a cambio, entregó el velero NRP Polar a la Armada de Portugal.
El barco fue restaurado y transformado en un barco museo, atracado en el puerto de Hamburgo, con el nombre original Rickmer Rickmers.

## Galería

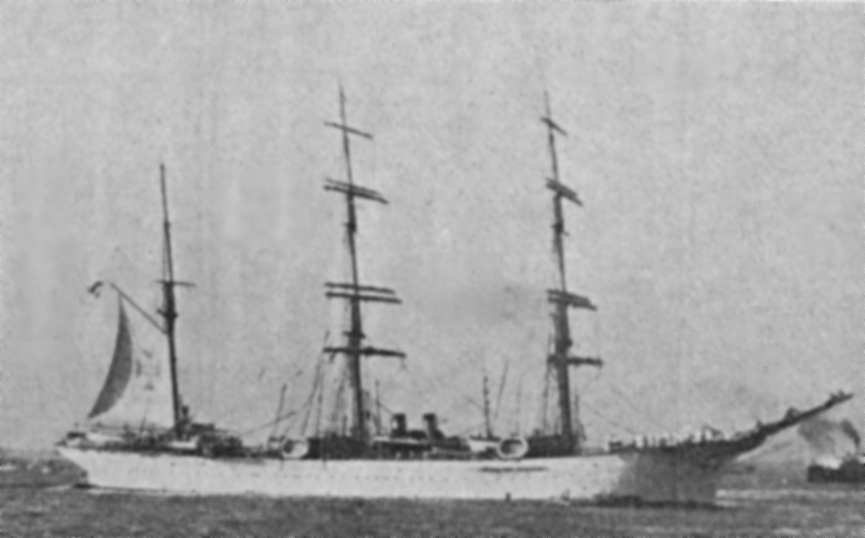
Sagres, en 1942, cuando viajó a Brasil.
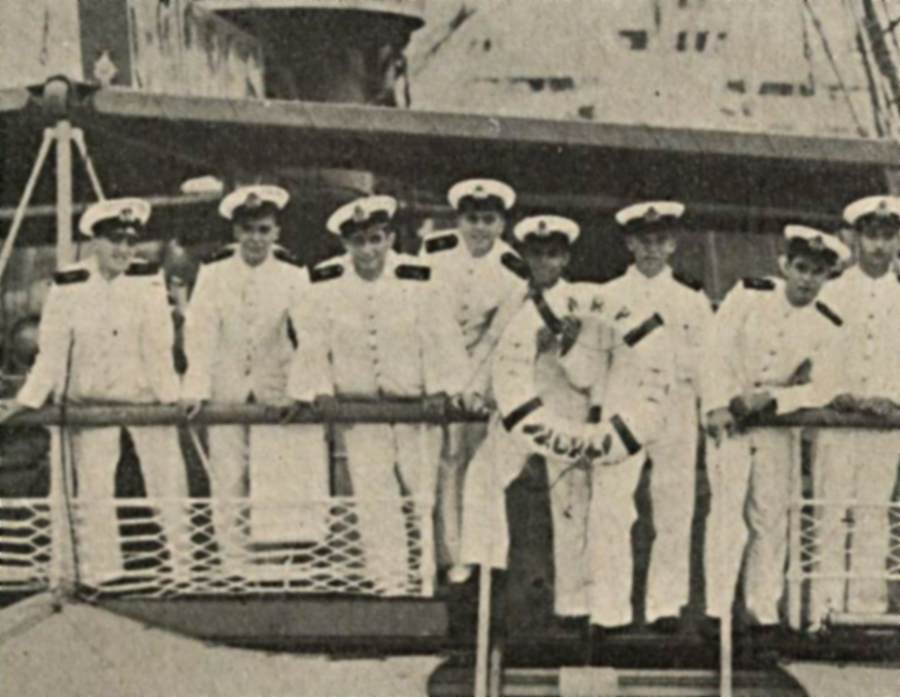
Tripulación a cubierto, 1942.
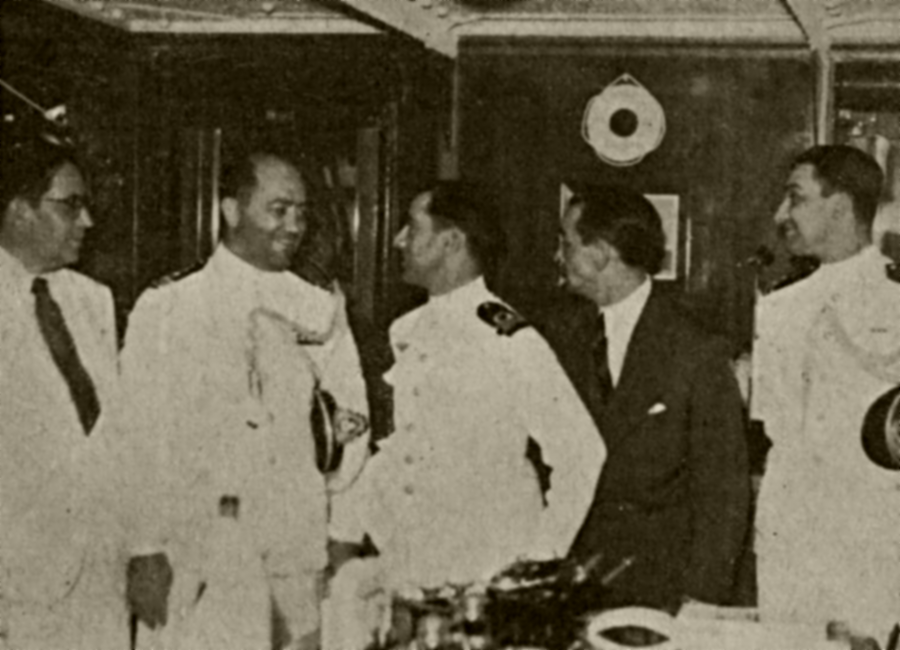
Oficiales, interior del barco, 1942.
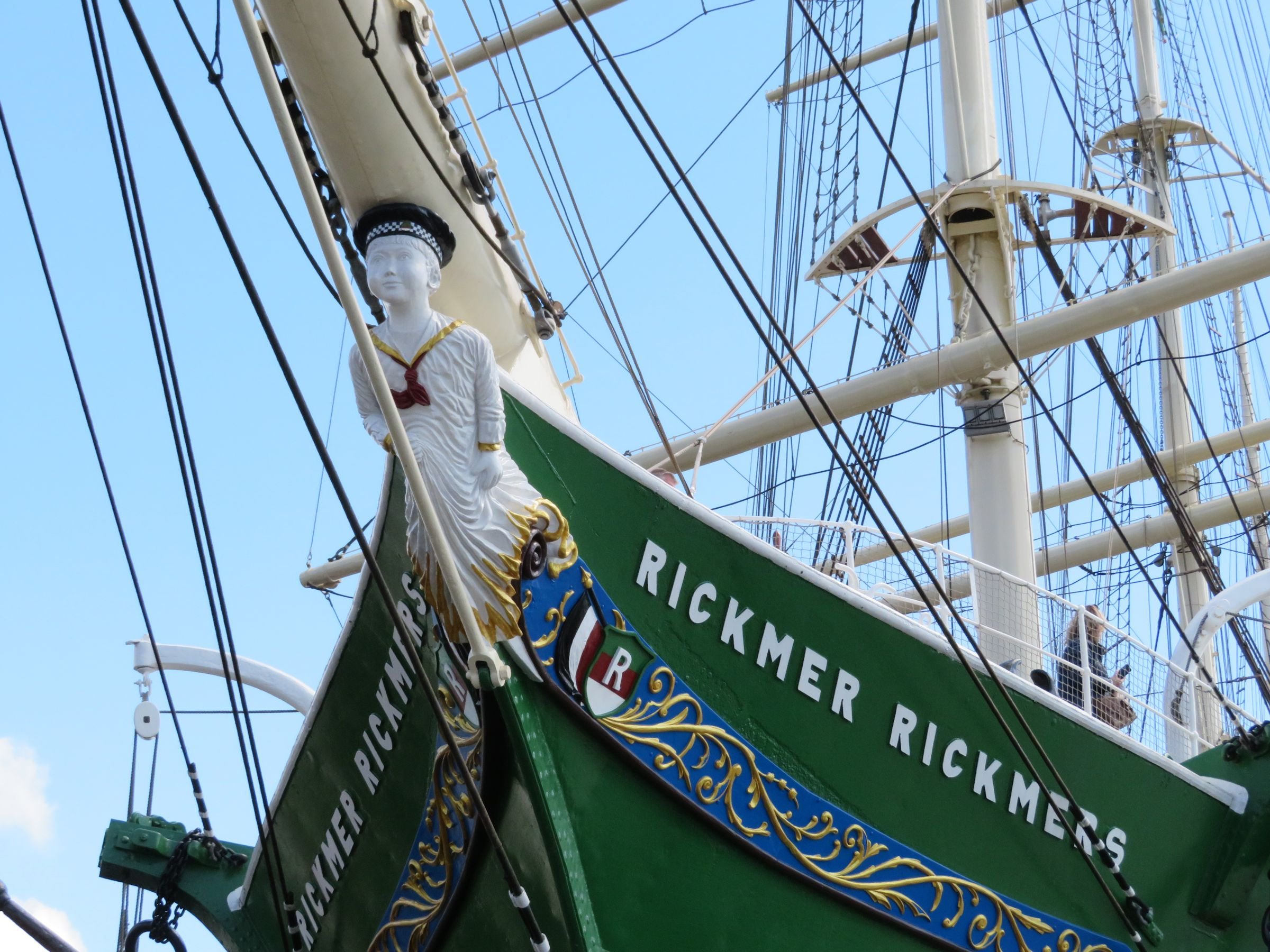
Rickmer Rickmers, detalle